# Илимбетов, Валит Халитович
 Илимбетов Валит Халитович   (род. 1 ноября 1956, д. Яныбаево Зианчуринского района БАССР ) — артист разговорного жанра, филолог, Народный артист Республики Башкортостан (2002).

## Биография
Илимбетов Валит Халитович родился 1 ноября 1956 года в  деревне. Яныбаево Зианчуринского района БАССР.
Окончил филологический факультет Башкирского государственного университета (ныне Уфимский университет науки и технологий) и аспирантуру. В 1998 году защитил кандидатскую диссертацию на тему: "Поэтика башкирских песен".
Имея широкие артистические дарования,  создал около 100 образов в различных интермедиях, проводил в качестве ведущего творческие вечера известных композиторов, поэтов, музыкантов республики.
В. Илимбетов – автор сатирических рассказов, стихотворений, интермедий, скетчей, сценариев, текстов популярных песен.
В 1990 году В. Илимбетов был инициатором создания сатирического дуэта «Кызык и Мэзэк» и одноимённой эстрадной бригады.  В. Илимбетов долгое время вёл театрализованные телевизионные передачи «Сэсэн», посвящённых башкирскому народному творчеству.
На стихи Илимбетова написаны песни композиторами Н.А. Даутовым, С.А.Низаметдиновы, Т.М. Шариповым и др.

## Награды и звания
Заслуженный артист Республики Башкортостан (1992)
Народный артист Республики Башкортостан (2002)
Кандидат филологических наук (1998)